# رضاآباد (خمین)
رضاآباد (خمین)، روستایی از توابع بخش مرکزی شهرستان خمین در استان مرکزی ایران است.
این روستا، جنوبی ترین نقطه مسکونی در استان مرکزی است.

## جمعیت
این روستا در دهستان آشناخور قرار دارد و براساس سرشماری مرکز آمار ایران در سال ۱۳۸۵، جمعیت آن ۲۱۷ نفر (۵۲خانوار) بوده‌است.